# کرمیئیل
کرمیئیل (در عبری: כרמיאל) نام شهری یهودی-اسرائیلی نشین در استان شمالی اسرائیل است که جمعیت آن در سال ۲۰۱۹ ۴۶٬۲۵۲ نفر بوده است. این شهر در منطقه الجلیل، در شمال اسرائیل، در جاده عکا-صفد (شاهراه شماره ۸۵)  قرار دارد.

## جمعیت
در سرشماری سال ۲۰۱۹، جمعیت شهر کرمیئیل ۴۶٬۲۵۲ نفر بود. از این جمعیت، ۴۴٬۶۳۹ نفر، ۹۶٫۵٪ یهودی و غیره، و ۱٬۶۱۳ نفر، ۳٫۵٪ عرب فلسطینی بوده‌اند. تخمین‌های محلی درصد جمعیت عرب فلسطینی را بیشتر از این و حدود ۶٪ تخمین می‌زند، به دلیل اینکه اکثر فلسطینی‌هایی که از روستاها به شهر مهاجرت کرده‌اند، آدرس دولتی خود را از روستای خویش تغییر نداده‌اند.
در دهه‌های اول تأسیس شهر، دهه ۱۹۷۰ و ۱۹۸۰ میلادی، جمعیت شهر مطلقاً یهودی-اسرائیلی بود، و شاهد رشدی ملایم بود. در دهه ۱۹۹۰، بعد از سقوط شوروی، با ورود ۱۶ هزار نفر جمعیت مهاجر یهودی از کشورهای تازه تأسیس، شهر رشد قابل توجهی داشت. در دهه ۲۰۰۰، خانواده‌های سربازان ارتش جنوب لبنان (ارتش لحد)، گروه میلیشیای لبنانی که در طول اشغال جنوب لبنان توسط اسرائیل، همدست ارتش اسرائیل بود، پس از پایان اشغال جنوب لبنان، به همراه ارتش اسرائیل از لبنان خارج شدند و بعضی از آنها در شهر کرمیئیل ساکن شدند. در این دهه همین‌طور، خانواده‌های یهودی حریدی نیز، برای فرار از گرانی مسکن در مرکز کشور و در منطقه تل آویو بزرگ، کرمیئیل را برای زندگی گزیدند.
در این دو دهه اخیر، خانواده‌های عرب فلسطینی اطراف نیز، مخصوصاً خانواده‌های طبقه متوسط، این شهر را به دلیل امکانات بهتر آن نسبت به شهرها و روستاهای عرب‌نشین و فرصت‌های شغلی بهتر برای زندگی گزیدند.

## تاریخ

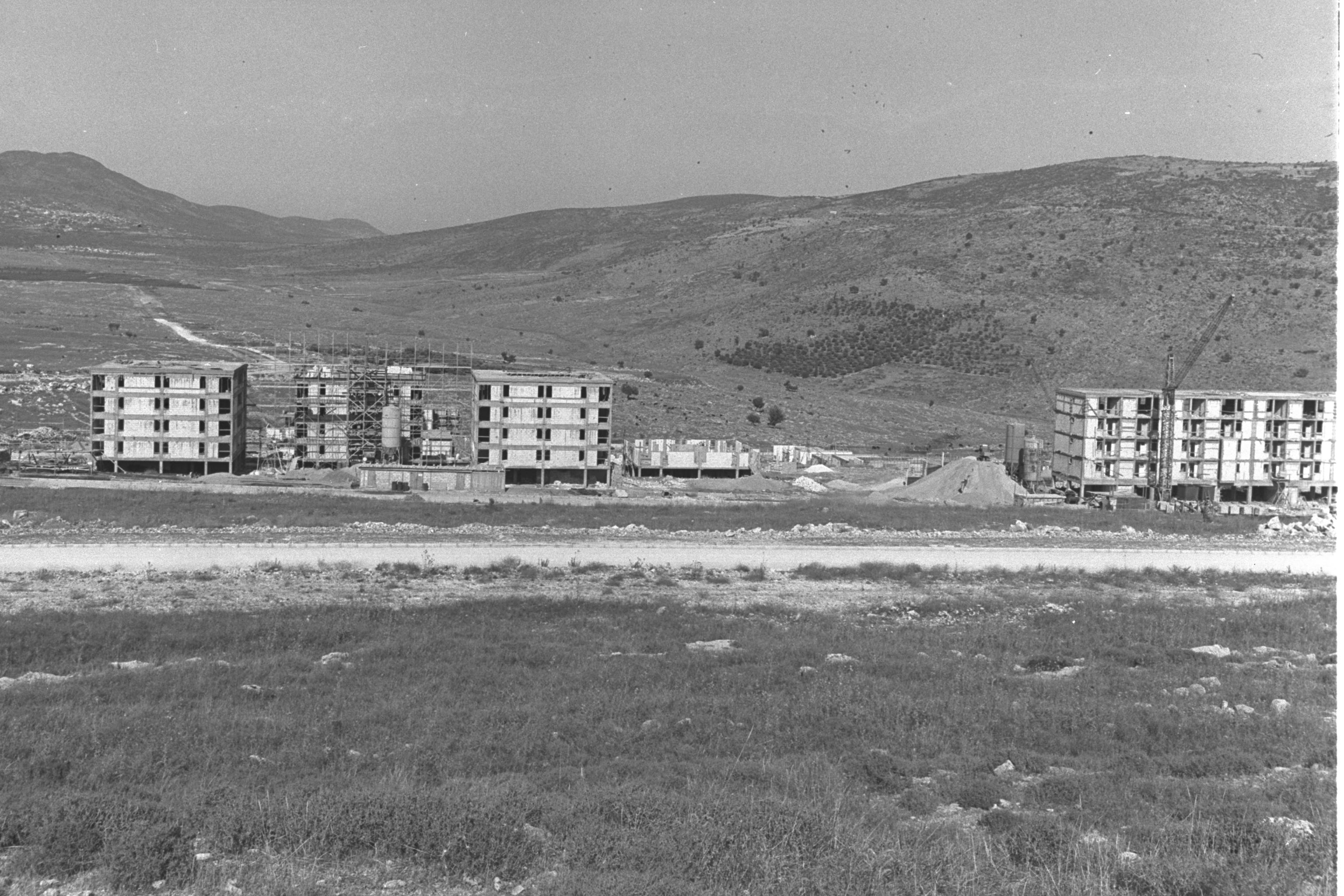
اولین آپارتمان‌های در حال ساخت در شهر کرمیئیل، سال ۱۹۶۴

پیش از تأسیس دولت اسرائیل در سال ۱۹۴۸، جمعیت منطقه جلیل به‌طور مطلق عرب فلسطینی بود. منطقه جلیل، و بلاخص این منطقه خاص، از تنها مناطقی بودند که در طول جنگ ۱۹۴۸، به دلیل حساسیت بین‌المللی شهر مقدس ناصره، از پاک‌سازی قومی در امان ماندند. در نتیجه در دهه‌ها اول حکمرانی اسرائیل، این منطقه جمعیت مطلقاً عرب فلسطینی خویش را حفظ کرد.
این مسئله موجب نگرانی مقامات دولت اسرائیل که توجه خاصی به بافت قومی-ملی مناطق تحت حاکمیت اسرائیل دارند شد. به این دلیل، در سال ۱۹۶۴، به منظور «یهودی-سازی» مناطق غیر یهودی کشور، مقامات اسرائیل برنامه ساخت شهر یهودی‌نشین «با اندازه متوسط»، حلقه ای بین بافت شهرهای بزرگ و بافت روستایی، در قلب منطقه الجلیل را اجرا کردند.
پروژه تأسیس و گسترش این شهر با مصادره اراضی تحت مالکیت روستاهای فلسطینی اطراف، نحف، البعنه، و مجد الکروم انجام شد. مصادره اراضی در این پروژه و در پروژه‌های شهرسازی مشابه دیگر در منطقه الجلیل، در سال ۱۹۷۶ِ، منجر به یک قیام سراسری اعراب فلسطینی شهروند اسرائیل شد، در تظاهراتهایی که قوای پلیس اسرائیل در آن ۶ نفر عرب را کشتند. سالگرد این کشتار در ۳۰ مارس، هر ساله به عنوان «روز زمین» توسط فلسطینی‌های شهروند اسرائیل و همین‌طور فلسطینی‌های کرانه غربی، نوار غزه، و خارج گرامی داشته می‌شود.
در سال ۱۹۷۲، این شهر به عنوان «شهر توسعه» تعیین شد. «شهرهای توسعه» اسرائیل، شهرهایی بودند که بودجه و امکانات خاصی برای توسعه آنها تعلق می‌گرفت. این شهرها به دو دلیل ساخته شدند: دلیل اول، به منظور پخش کردن جمعیت و جلوگیری از تراکم بیش از اندازه جمعیت در شهرهای بزرگ مثل منطقه منطقه کلانشهری تل آویو، و دلیل دوم برای اسکان جمعیت یهودی-اسرائیلی در طول مرزهای کشور به منظور تقویت امنیت و حاکمیت بر این نواحی مرزی. اکثریت جمعیت «شهرهای توسعه» را اکثراً یهودیان مزراحی (شرقی، یعنی یهودیان اصالتاً از کشورهای عربی و اسلامی) و یهویان سفاردی را شامل می‌شود.
در این شهر در تاریخ ۲۰ نوامبر ۱۹۸۶، رسماً شهرداری تأسیس شد.
با رشد جمعیت عرب فلسطینی در این شهر سابقاً مطلقا یهودی-اسرائیلی‌نشین، جنجال‌های جدید قانونی-خبری ناشی از تبعیض حکومتی علیه اعراب، این شهر را در سالهای ۲۰۱۹ و ۲۰۲۰ در صدر خبرها قرار داد. ساکنان عرب شهر از شهرداری کرمیئیل درخواست تأسیس مدرسه عربی یا در ازای آن، تأمین هزینه سرویس مدرسه به مدارس عربی در روستاهای عربی اطراف را کرندند. مدیریت شهری کرمیئیل، شهری که بنا و دلیل تأسیس آن «یهودی-سازی» منطقه اکثراً عرب-فلسطینی نشین الجلیل بوده، با این خواست‌ها مخالفت کردند. دادگاه عالی اسرائیل با درخواست شهروندان عرب مخالفت کرد، و دلیل مخالفت دادگاه، با استناد به قانون دولت-ملت اسرائیل، «حفظ ماهیت یهودی شهر» عنوان شد با این منطق که ارائه هرگونه خدمات شهری به جمعیت عرب منجر به ترغیب مهاجرت بیشتر اعراب فلسطینی به این شهر می‌شود. دیده‌بان حقوق بشر این حکم دادگاه را به عنوان یکی از دلایل و مدارک در متهم کردن دولت اسرائیل به ارتکاب جرم آپارتاید عنوان کرد.

## جغرافیا

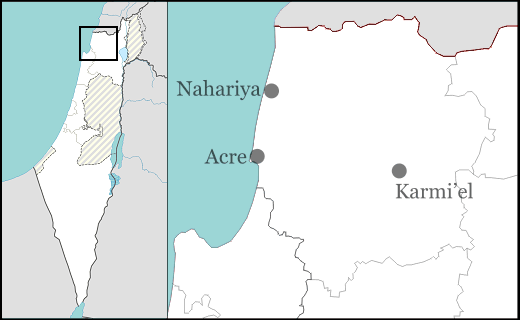
موقعیت شهر کرمیئیل در بخش عکا

شهر کرمیئیل در منطقه الجلیل، در شمال سرزمین فلسطین، در جاده عکا-صفد (شاهراه شماره ۸۵) و در
همسایگی روستاهای عربی فلسطینی نحف در شرق، البعنه در شمال، و مجد الکروم در غرب قرار دارد. در جنوب، روستای عربی فلسطینی سخنیندر حدود فاصله ۵ کیلومتری قرار دارد.
این شهر در فاصله حدود ۱۵ کیلومتری جنوب از مرز لبنان قرار دارد که باعث شده مورد هدف حملات راکتی حزب‌الله لبنان، به‌طور مثال در طول جنگ ۲۰۰۶ قرار بگیرد. فاصله کرمیئیل تا ساحل مدیترانه و شهر عکا در سمت غرب حدود ۲۲ کیلومتر، تا شهر صفد در سمت شرق حدود ۳۰ کیلومتر، و تا ساحل دریای جلیل در سمت شرق، دریاچه طبریه می‌باشد.
از لحاظ تقسیمات سیاسی، این شهر در استان شمال اسرائیل قرار دارد.

## وجه تسمیه
نام این شهر برگرفته از نام عبری دره‌ایست که در آن این شهر ساخته شده است. نام عبری این وادی، «بیت هکِرِم» به معنی «خانه تاکستان» (به عبری: בקעת בית כרם، بِکعت بیت کِرِم)(به عربی: وادي الشاغور) می‌باشد. این نام اشاره به باغات گسترده زیتون این دره دارد.
«کرمیئیل» به معنای «تاکستان خدا» می‌باشد.

## حمل و نقل

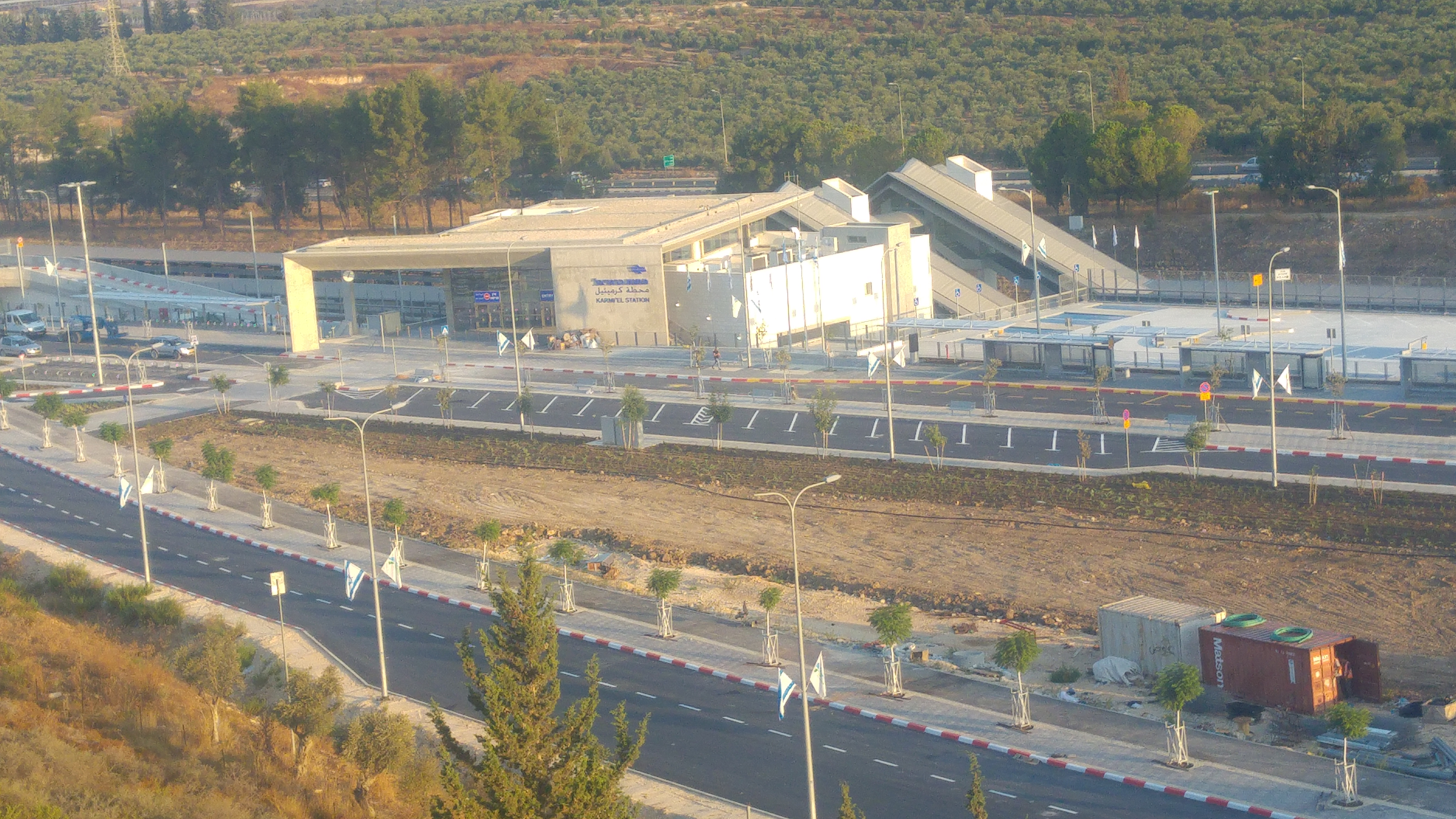
ایستگاه راه‌آهن کرمیئیل

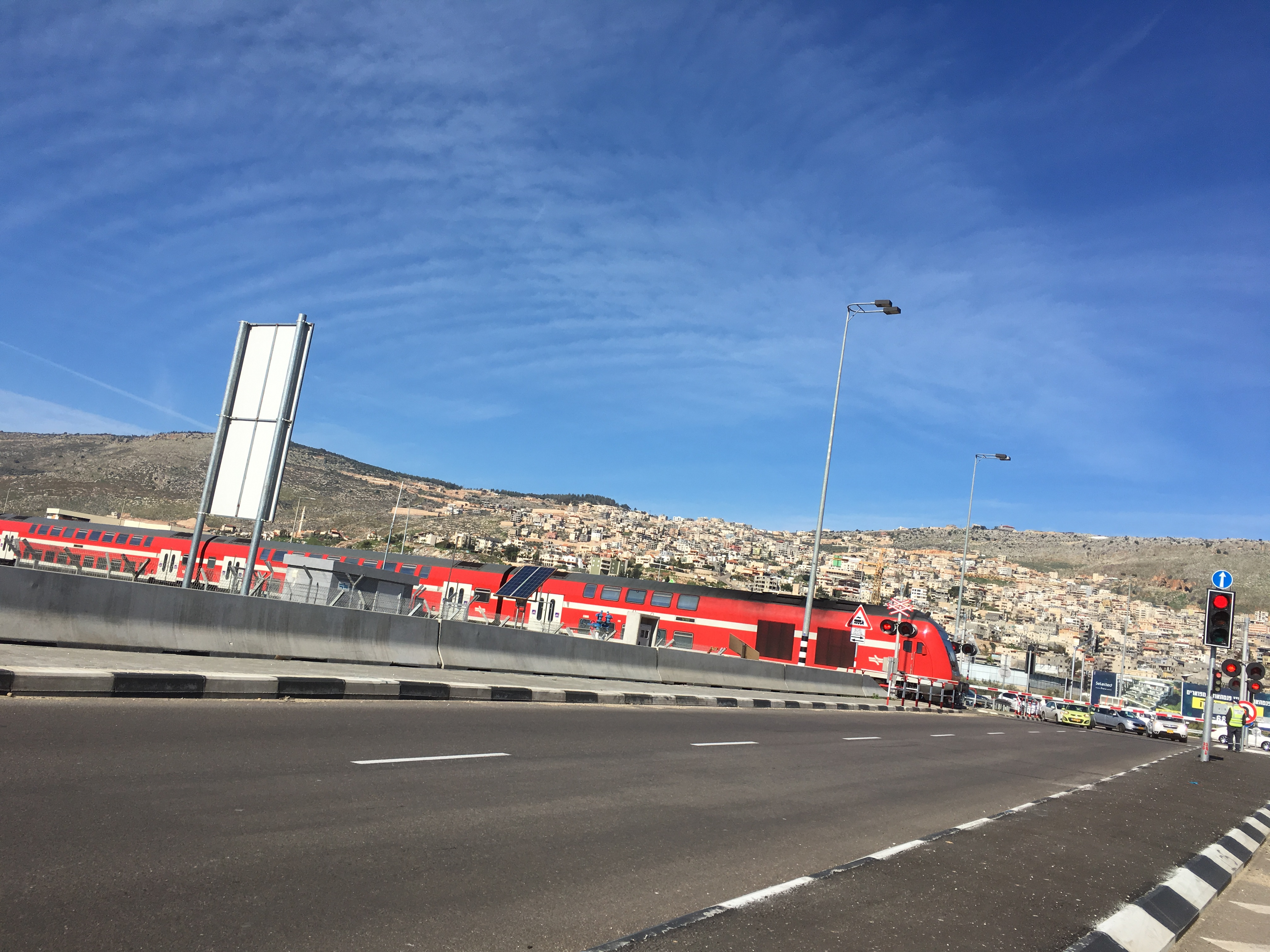
قطار عبوری از کرمیئیل به سمت حیفا، در غرب شهر، منظره روستای البعنه در پشت‌زمینه

شهر کرمیئیل در طول مسیر جاده شرقی-غربی عکا-صفد در شمال کشور (شاهراه شماره ۸۵) قرار دارد. از کرمیئیل، جاده سراسری در امتداد شمال-جنوب عبور نمی‌کند. نزدیک‌تری جاده شمال-جنوب، شاهراه شماره ۷۰، در فاصله حدود ۱۲ کیلومتری غرب شهر می‌باشد. این جاده که در عمل نقش کنارگذر شهر حیفا را نیز ایفا می‌کند، و در جنوب به اتوبان سراسری اسرائیل متصل شده، که شمال کشور را به مرکز، فرودگاه بین‌المللی، بیت‌المقدس، و جنوب (بئر السبع) وصل می‌کند.
همچنین، در سال ۲۰۱۷، پروژه اتصال کرمیئیل به شبکه راه‌آهن اسرائیل تکمیل شد. از آن سال به بعد، کرمیئیل از طریق قطار، به حیفا، تل آویو، و سایر نقاط کشور متصل است. مسئله خط قطار به کرمیئیل، مشابه مسائل عدیده دیگری در ارتباط با اسرائیل، متهم به تبعیض علیه شهروندان عرب-فلسطینی می‌باشد. با وجود اینکه این خط ۲۰ کیلومتری از منطقه‌ای که با تعداد زیادی روستای عرب‌نشین و تعدادی شهرک یهودی‌نشین احاطه شده است، تنها دو ایستگاه، یکی در کرمیئیل اکثراً یهودی-اسرائیلی نشین و دیگری در شهرک یهودی-اسرائیلی نشین احیهود. در نتیجه گروه‌های حمایت از حقوق بشر در کشور، بر شرکت راه‌آهن فشار آوردند که بودجه‌ای برای تأسیس خطوط اتوبوس متصل کننده روستاهای عرب اطراف به ایستگاه راه‌آهن تازه‌تاسیس اختصاص دهد.
از زمان افتتاح ایستگاه راه‌آهن کرمیئیل تا به امروز، این ایستگاه، نقش ترمینال اتوبوس شهر را نیز ایفا می‌کند. شرکت اتوبوسرانی «ایگد»، به خطوط درون‌شهری خدمات ارائه می‌دهد. شرکت‌ّهای «نَتِئیو اکسپرس» و «سفر و توریسم ناصره»، شهر کرمیئیل را به روستاها و شهرکهای عرب‌نشین و یهودی‌نشین اطراف، و همین‌طور به شهرهای مهم منطقه جلیل، مثل ناصره و صفد وصل می‌کند. شرکت‌های «ایگد» و «نَتِئیو اکسپرس»، خطوط بین شهری نیز، مثلاً به مقاصد تل آویو و حیفا، ارائه می‌دهد.

## انتخابات

### ۲۰۲۱
جمعیت یهودی شهر کرمیئیل، در انتخابات سراسری از جناح‌های متفاوت سیاسی حمایت می‌کنند، که بازتاب دهنده تنوع بافتی جمعیت شهر است. اما جمعیت عرب فلسطینی این شهر، در این انتخابات حضور چشم‌گیری نداشتند و نرخ مشارکت ناچیزی داشتند. جای دارد که اشاره شود که در سایر نقاط کشور هم، به‌طور کل، اعراب فلسطینی شهروند اسرائیل نرخ مشارکت به مراتب کمتری نسبت به یهودیان دارند.
در انتخابات پارلمانی سال ۲۰۲۱، نتایج انتخابات در شهر کرمیئیل به صورت زیر بود:
- حزب لیکود: ۲۹٪، به رهبری نتانیاهو
- حزب یش عتید: ۱۹٪، به رهبری یائیر لپید، حزب میانه اسرائیلی، که یکی از دو ارکان حکومت ائتلافی فعلی را تشکیل می‌دهد
- حزب اسرائیل خانه ما: ۱۸٪، به رهبری آویگدور لیبرمن، حزب راستگرای سکولار صهیونیستی که قصد نمایندگی از خواستهای روس-تبارهای اسرائیلی را دارد
- حزب امید جدید (تیکوا خدشا): ۷٪، حزب راستگرای اسرائیلی مشکل از نمایندگان حزب لیکود که از رهبری نتانیاهو به سر آمده بودند و از این حزب جدا شدند. این حزب از حزب یامینا حمایت می‌کند
- حزب یامینا: ۶٪، به رهبری نفتالی بنت و نائب رهبری آیلت شاکد، که یکی از دو ارکان حکومت ائتلافی فعلی را تشکیل می‌دهد. نخست‌وزیر کنونی اسرائیل نفتالی بنت، رهبر این حزب می‌باشد.
- حزب آبی و سفید: ۵٪، حزب میانه اسرائیلی به رهبری بنی گانتس، عضو کابینه و وزیر دفاع اسرائیل
- مجموع احزاب یهودیان حریدی: ۶٪
  - حزب اتحاد یهودیت توراتی: ۳٪، حزب سنت‌گرای مذهبی که قصد نمایندگی یهودیان اشکنازی حریدی را دارد
  - حزب شاس: ۳٪، حزب سنت‌گرای مذهبی که قصد نمایندگی یهودیان سفاردی حریدی را دارد
- حزب حزب کار اسرائیل: ۴٪، حزب سوسیال-صهیونیستی

ائتلاف فهرست مشترک، به رهبری ایمن عوده و احمد طیبی، ائتلاف چهار حزب عموماً چپ‌گرای عرب فلسطینی، حدود ۱٪ رای در کل شهر کسب کرد.